# Dějiny marketingu
Dějiny marketingu lze rozdělit do tří základních etap:

## Etapa výrobně orientovaného marketingu
Poprvé se to, čemu se dnes říká marketing, začíná objevovat v USA na konci 19. století. Tehdy byla konkurence slabá, zboží si bylo velmi podobné a poptávka převažovala nad nabídkou. Bylo to období tzv. výrobně orientovaného marketingu – lidé kupovali pouze to, co museli koupit, propagace i distribuce tak byla velmi jednoduchá. V prvním desetiletí minulého století ale začínají vznikat první přebytky zboží jako následek přesycení některých trhů, tuto situaci se snažili výrobci řešit. Průkopníkem, právě v automobilovém průmyslu, byl Henry Ford. Pomocí nové koncepce automobilu a nových metod propagace svých výrobků docílil velkého úspěchu.

## Etapa marketingu orientovaného na prodej
Po velké hospodářské krizi v roce 1929, kdy došlo ke komplexním změnám jak v ekonomice celého světa, tak i v ekonomickém myšlení, a došlo i ke změně v marketingu. Rozšířil se marketing orientovaný na prodej, který již má některé znaky známé ze současnosti. Nyní se cílem stal prodej, konkurence sílila a začalo se více peněz vynakládat na reklamu. Výrobci se začali dále orientovat na zákazníka, na jeho potřeby. Plánováním dopředu se snažili zjišťovat trendy, aby tak mohli určit, kam se bude poptávka vyvíjet.

## Etapa absolutního marketingu
Od konce druhé světové války vzniká tzv. Absolutní marketing. Podle něj je cílem všech zaměstnanců v podniku orientovat se na potřeby zákazníka, který určuje strukturu celého trhu. Po téměř sto letech se tak situace přesně obrátila; zatímco dříve převažovala poptávka, nyní už převažuje nabídka. S příchodem asijských výrobků, které se rychle staly konkurencí zboží z Evropy začala tzv. Diferenciace zboží – evropské výrobky musely vypadat více evropsky a mít jasný image. Dříve masově vnímaný trh rozdělili specialisté v oboru na menší segmenty trhu, které vznikají podle společných potřeb zákazníků (mladí, staří, těhotné ženy apod.)